# ضريح النبي أيوب
ضريح النبي أيوب، يقع في سلطنة عمان، وينسب للنبي أيوب.

## خلفية
أيوب، يعتقد المسلمين أنه نبي من أنبياء الله.

## الموقع
يقع الضريح في  عُمان في صلالة، على بعد 25 كم من صلالة على تلة تدعى جبل القار.

## الوصف
تقع رفات النبي أيوب في قبر محفوظ جيداً، مما يجعله وجهة روحانية ومثيرة للاهتمام للعديد من الأديان.

## حكم زيارته
جاء في الموقع الرسمي لابن باز ما نصه: «هذا شيء لا صحة له، فجميع قبور الأنبياء لا تعرف ما عدا قبر نبينا محمد صلى الله عليه وسلم في المدينة وقبر إبراهيم في الخليل، وما سوى ذلك فهو غير معروف عند أهل العلم، ولا يصدق من قال ذلك، لا قبر أيوب ولا غير أيوب عليه الصلاة والسلام.».